# 2,2'-二(三氟甲基)联苯
2,2'-二(三氟甲基)联苯是一种有机化合物，化学式为C14H8F6，它可由2-三氟甲基卤苯或2-三氟甲基苯硼酸的偶联反应制得，或由联苯-2,2'-二甲酸和1-三氟硫基-2,6-二甲基-4-叔丁基苯反应得到。它和混酸发生硝化反应，生成2,2'-二(三氟甲基)-4,4'-二硝基联苯。